# Nikolaus Molzen

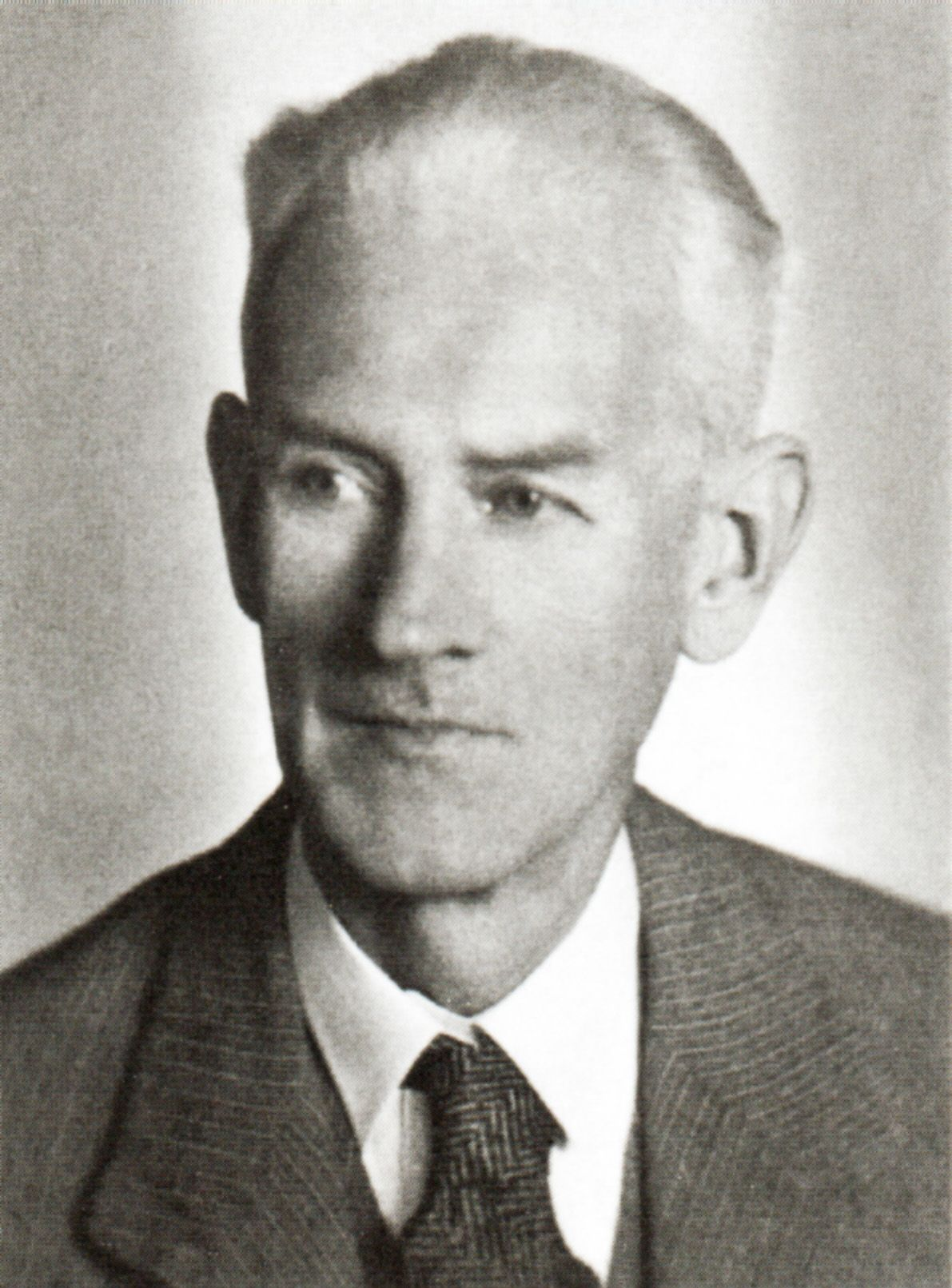
Nikolaus Molzen (um 1940)

Nikolaus Herrmann August Molzen (* 2. September 1881 in Flensburg; † 8. März 1954 in Leipzig) war ein deutscher Gartenarchitekt und als Nachfolger von Carl Hampel (1849–1930) 28 Jahre Gartendirektor der Stadt Leipzig.

## Leben
Nach einer Ausbildung in einem Baumschulbetrieb besuchte Nikolaus Molzen die Königliche Gärtnerlehranstalt am Wildpark bei Potsdam. Nach Anstellungen in Magdeburg, Erfurt und Dortmund kam er 1904 nach Leipzig. In der Stadtgartendirektion wurde er Mitarbeiter von Carl Hampel. Dieser beauftragte ihn mit der Bauaufsicht bei der Gestaltung des Denkmalparks am Völkerschlachtdenkmal (heute Wilhelm-Külz-Park) und der Gestaltung des nördlichen Teils des Eutritzscher Parks (heute Arthur-Bretschneider-Park).
1907 wurde Molzen Leiter der Stadtgärtnerei in Leipzig-Reudnitz und Inspektor des Büros der Gartendirektion. 1913 erhielt er den Titel Städtischer Garteninspektor. Nach Carl Hampels Abgang in den Ruhestand wurde Molzen 1920 Leipziger Stadtgartendirektor. In dieser Funktion ist als sein größtes Verdienst nach fünfzehnjähriger Bauzeit die Fertigstellung des Volksparks Schönefeld 1928, der seit 1931 Mariannenpark heißt. Dabei überarbeitete er die Pläne im Sinne des ursprünglichen Entwurfs von Leberecht Migge (1881–1935), den Hampel aus der Mitwirkung bei der Fertigstellung verdrängt hatte. Molzen errichtete weiter den Volkspark Kleinzschocher und erweiterte Anfang der 1940er Jahre den Ostfriedhof in Richtung Osten auf über das Doppelte.
Nikolaus Molzen blieb auch nach dem Zweiten Weltkrieg noch Gartendirektor, bis er 1948 wegen „Verstrickung in die nationalsozialistische Herrschaft“ entlassen wurde, obwohl schuldbeladenes Handeln nicht bekannt war. Auch die wegen seiner Fachkompetenz vorgesehene Weiterbeschäftigung ohne Leitungsfunktion kam nicht zustande.
Nach schwerer Krankheit verstarb Molzen am 8. März 1954. Er wurde auf dem Leipziger Ostfriedhof beigesetzt.

## Werke
- 1909 Möbiusplatz (Lage)
- 1914 Nördlicher Teil des Eutritzscher Parks (Lage)
- 1928 Fertigstellung des Mariannenparks (Lage)
- 1928 Volkspark Kleinzschocher (Lage)
- 1930 Schwartzeplatz in Kleinzschocher (Lage)
- 1930 Siegfriedplatz im Zentrum des Rundlings (Lage)
- 1937 Umgestaltung des Schlossparks Knauthain zum Freiluftunterrichtsraum (Lage)